# Türkiye Bayanlar Basketbol Ligi
De Türkiye Bayanlar Basketbol Ligi (TBBL) is de hoogste Turkse basketbaldivisie voor vrouwen. De hoogste Turkse basketbaldivisie voor de mannen heet Türkiye Basketbol Ligi.

## Geschiedenis
De competitie werd opgericht in 1980; het was de eerste landelijke competitie voor basketbalsters in Turkije. De eerste kampioenen waren de vrouwelijke basketballers van de Orta Doğu Teknik Üniversitesi (ODTU). De universiteit werd drie jaar achter elkaar kampioen. Galatasaray is de meest succesvolle club van het vrouwenbasketbal met in totaal 13 titels. De laatste jaren begint ook  Fenerbahçe succesvoller te worden. Het dameselftal van Fenerbahce is in de periode 2006 t/m 2013 8 keer achter elkaar kampioen geworden.

## Competitie

### Reguliere competitie
De competitie telt twaalf clubs die elk in een thuis- en een uitwedstrijd tegen elkaar spelen. Na 22 wedstrijden per team wordt naar de eindstand gekeken, waarna:
- De nummers 1 t/m 8 doorgaan naar de play-offs
- De nummers 9 en 10 het seizoen afsluiten
- De 11 en 12 degraderen naar de tweede Turkse vrouwenbasketbaldivisie.

### Kwartfinales en halve finales
De play-offs worden gespeeld volgens het knock-outsysteem. De kwartfinales en de halve finales kennen de volgende regels:
1) Bij elke kwartfinale- en halve finalewedstrijden wordt gekeken naar de wedstrijden tussen de twee ploegen in de reguliere competitie. 
1a) Als een van die twee ploegen allebei de wedstrijden gewonnen heeft tijdens de reguliere competitie, begint die ploeg met een 1-0-voorsprong aan de serie.
1b) Als er tijdens de reguliere competitie één wedstrijd is gewonnen door de ene ploeg, en de andere wedstrijd door de andere ploeg, begint men met een 1-1 stand aan de serie.
2) Men wordt de winnaar van een serie, wanneer men drie keer van de andere ploeg heeft gewonnen. Indien 1a het geval is, wordt de eerste wedstrijd gespeeld in de zaal van het team dat hoger eindigde in de reguliere competitie. De tweede (en eventueel derde) wedstrijd(en) wordt (worden) gespeeld in de zaal van het andere team, en indien er een vierde wedstrijd nodig is, wordt deze weer gespeeld in de zaal van het hoger geëindigde team. Indien 1b het geval is worden de eerste en eventueel vierde wedstrijden gespeeld in de zaal van het team dat hoger eindigde in de reguliere competitie, en de tweede en eventueel derde wedstrijden worden gespeeld in de zaal van het andere team.

### Finale
Ook de finale van de competitie draait om het winnen van een serie. Hierbij geldt regel 1a nog steeds, maar 1b wordt iets aangepast. Indien beide teams één wedstrijd hebben gewonnen tijdens de reguliere competitie wordt met een 0-0 stand aan de finale begonnen. In de finale moet men niet drie keer winnen (zoals bij de kwartfinale en halve finale), maar vier keer. Indien 1a het geval is wordt (of worden) de eerste (en eventueel vierde en zesde) wedstrijd(en) gespeeld in de zaal van het team dat hoger eindigde in de reguliere competitie. De tweede en derde (en eventueel vijfde) wedstrijden worden in de zaal van het andere team gespeeld.
Indien 1b het geval is worden de eerste en tweede (en eventueel vijfde en zevende) wedstrijden gespeeld in de zaal van het team dat hoger eindigde in de reguliere competitie. De derde en vierde (en eventueel zesde) wedstrijden worden in de zaal van het andere team gespeeld. Wanneer men voor de vierde keer van de andere club wint, mag deze ploeg zich kampioen van de TBBL noemen.
 N.B. Bij wedstrijden die met 1-0 beginnen, moet een van de teams natuurlijk niet per se drie (of in de finale vier) keer te winnen. Het team dat als eerste aan de drie komt, wint de serie. Dus het team dat met 1-0 begint aan de serie, hoeft nog maar twee keer te winnen. 

## Landskampioenen
Adana ASKI · 
Beşiktaş · 
Botaş SK · 
Çankaya Üniversitesi · 
Çukurova BK Mersin · 
Elazığ İl Özel İdare · 
Fenerbahçe · 
Galatasaray · 
Hatay BŞB · 
İzmit Belediyespor · 
Kayseri · 
Mersin BŞB · 
Ormanspor · 
Samsun Canik Belediyespor